# 공문십철
공문십철(孔門十哲)은 공자의 제자 중 가장 뛰어난 열 명을 이른다. 그 목록은 다음과 같다.

공자 가라사대, “진나라와 채나라에서 날 따르던 이들이 이제는 문하에 아무도 없구나. 덕행으로는 안연, 민자건, 염백우, 중궁이 뛰어났고, 언변은 재아와 자공이 뛰어났고, 정사에는 염유와 계로가 뛰어났고, 문학에는 자유와 자하가 뛰어났다.”

子曰、從我於陳蔡者、皆不及門也。德行、顏淵・閔子騫・冉伯牛・仲弓。言語、宰我・子貢。政事、冉有・季路。文學、子游・子夏。— 《논어》 선진편 제2장

그러나 공자의 적통을 이은 증삼의 이름은 없고, 공야장편 제9장에서 썩은 나무와 썩은 흙에 빗대어진 재아가 꼽혀 있는 등 의문스러운 점이 많다. 또 공자는 제자를 자가 아닌 휘(본명)으로 부르는데, 상술한 목록에서는 하나같이 자를 칭하고 있다는 점에서 공자 자신이 아닌 다른 사람이 꼽은 것이라는 의견도 있다.

## 같이 보기
- 공자의 제자
- 유약